# Архитектура выбора
Архитектура выбора — это разработка различных способов предоставления выбора индивиду, с помощью которых можно повлиять на его решение.
Термин «Архитектура выбора» был первоначально введён Ричардом Талером и Кассом Санстейном в их книге 2008 года «Nudge. Архитектура выбора».
Архитекторы выбора могут влиять на поведение людей с целью оздоровления, улучшения и продления жизни. С помощью различных аспектов специалисты подталкивают людей к эффективному выбору, не запрещая ничего и не внося заметных изменений в их экономические привычки. Этот подход является примером «либертарианского патернализма».

## Инструменты
Люди, из-за различных предубеждений, совершают предсказуемые ошибки, которых можно избежать при условии сосредоточенности, исчерпывающей информации, развитых когнитивных способностей и полного самоконтроля.
Инструменты (используемые) доступные архитекторам выбора:

### Количество альтернатив
В классической экономике считается, что увеличение количества вариантов выбора может увеличить полезность или не изменить её. В силу когнитивных ограничений человеку легче принять решение, когда предлагается ограниченное количество вариантов. При слишком обширном выборе появляется проблема избытка выбора. Представление информации об альтернативах также может уменьшить когнитивные усилия, связанные с обработкой, и уменьшить количество ошибок. Это, как правило, может быть достигнуто путем повышения возможности оценки и сопоставимости возможных вариантов.

### Выбор по умолчанию
Одна из причин отклонения в сторону статус-кво — недостаток внимания. Вариант по умолчанию работает как один из самых мощных и популярных инструментов, доступных архитекторам выбора. Значения по умолчанию — это настройки или варианты выбора, которые применяются к людям, которые не предпринимают активных шагов для их изменения. Данное когнитивное искажения может эффективно использоваться в государственной политике, например, поможет повысить показатели донорства органов.

### Выбор с течением времени
Результат выбора, который проявятся в будущем, будет зависеть от нескольких предубеждений. Например, люди, как правило, предпочитают положительные результаты сейчас в ущерб будущим результатам. Это может привести к ущербу в области здоровья и финансовой безопасности. Кроме того, отдельные прогнозы относительно будущего, как правило, неточны. Когда будущее неопределенно, люди могут переоценивать вероятность заметных или желательных результатов и, как правило, чрезмерно оптимистичны в отношении будущего, например, предполагая, что в будущем у них будет больше времени и денег, чем в действительности.

### Параметры секционирования
Одним из важных аспектов архитектуры выбора является способ разделения набора параметров, атрибутов или событий на группы или категории. Когда люди распределяют ограниченный ресурс по фиксированному набору возможностей, они обычно склоняются к равномерному распределению по каждой группе или категории, которая была идентифицирована.
В результате совокупное потребление может быть изменено количеством и типами категорий. Например, покупателей автомобилей можно подтолкнуть к более ответственным покупкам, перечисляя практические атрибуты (пробег бензина, безопасность, гарантия и т. д.) и объединяя менее практические атрибуты (например, скорость, радио и дизайн сгруппированы вместе как «стильность»).

### Избыток характеристик
Архитектор выбора может помочь людям, выделив значения только наиболее важных атрибутов. Это позволит снизить когнитивные усилия индивида, уделить внимание только важным признакам. Может возникнуть проблема, если потребители заботятся о различных характеристиках. Интернет-формы решают эту проблему. Возможность потребителям делать сортировку по различным атрибутам позволяет минимизировать когнитивные усилия без потери выбора.

## Критика
Вмешательство в архитектуру выбора может не дать желаемого результата: индивидуальные различия могут заставить потребителей по-разному реагировать на информацию. Например, было показано, что либералы и консерваторы по-разному реагируют на информацию об экологических последствиях энергетического поведения. Также, поднимается вопрос этичности подобных действий.